# Petar Šegedin
Petar Šegedin (Žrnovo, 1909. július 8. – Zágráb, 1998. szeptember 1.), horvát író, akadémikus, egyetemi tanár, a Matica hrvatska és a Horvát Írószövetség elnöke.

## Élete és munkássága
Korčula szigetén, Žrnovóban született, itt végezte el az elemi és polgári iskolát, majd beiratkozott a középiskolára, melyet Dubrovnikban végzett el. Felsőfokú tanulmányait a zágrábi Pedagógiai Főiskolán és a Zágrábi Egyetem Filozófiai Karán végezte. Ezután Kula Norinskán, valamint szülőföldjén, a korčulai Račišćén dolgozott tanárként. 1936-ban érkezett Zágrábba, és csatlakozott Miroslav Krleža és társaihoz, a „Pečat” folyóirat fiatal jól ismert, liberális, szubjektivizmus és írói autonómia felé forduló köréhez. Šegedin először a Pečatban jelentette meg prózai írásait.
Irodalommal foglalkozott, és eredményesen próbálkozott novellák, regények, esszék és útleírások írásával. Számos tisztséget töltött be a kultúra és oktatás területén is. Mihovil Nikolić elnöksége alatt 1945-től 1947-ig a Matica hrvatska, a legjelentősebb horvát kulturális intézmény titkára volt. A Matica adta ki első és leghíresebb könyvét, „Djeca božja” (Az Isten gyermekei) címmel, majd a „Crni smiješak” (Fekete mosoly) című könyvet, valamint híres esszéinek gyűjteményét „Svi smo mi odgovorni” (Mindannyian felelősek vagyunk) címmel. Šegedin 1953-ban, majd 1968-tól 1970-ig a Horvát Írószövetség vezetője volt, 1989-ben pedig a Matica hrvatska elnökévé választották. Emellett egy ideig a Jugoszláv Szocialista Szövetségi Köztársaság párizsi nagykövetségének kulturális tanácsadójaként dolgozott. 1963-tól a Zágrábi Egyetem Irodalmi Tanszékének tanára, és a Horvát Tudományos és Művészeti Akadémia rendes tagja volt. 1961-ben a Horvát Tudományos és Művészeti Akadémia Irodalmi Osztálya folyóirata, a Forum egyik alapítója.
Petar Šegedin a horvát értelmiségiek azon csoportjához tartozott, akik Horvátországot szabad és demokratikus országnak akarták látni. Éppen politikai meggyőződése miatt tanácsolták neki, hogy hagyja el az országot, hogy elkerülje a tárgyalást és a börtönt. Felesége rokonainál telepedett le Németországban. A szabad Horvátország utáni vágya mellett aktívan harcolt a horvát nyelvért, emiatt konfliktusokba és különféle vitákba bocsátkozott politikai disszidensekkel. 1990-től, a megújulás időszakában a Matica hrvatska elnökeként intenzíven jelen volt a horvát irodalmi és közéletben. 1991-ben megkapta a Vladimir Nazor életműdíjat.

## Főbb művei

### Regények
- Djeca božja (1946)
- Osamljenici (1947)
- Vjetar (1986)
- Crni Smješak (1969)

### Novellák
- Mrtvo more (1953)
- Na istom putu (1963)
- Orfej u maloj bašti (1964)
- Sveti vrag (1965)
- Izvještaj iz pokrajine (1969)
- Getsemanski vrtovi (1981)
- Tišina (1982)
- Licem u lice (1987)

### Útileírások
Úton (1963)

### Esszék és polemikus próza
- Eseji (1956)
- Essay o obliku i sadržaju (1955)
- Riječ o riječi (1969)
- Svi smo mi odgovorni (1971)

## Emlékezete
- A Petar Šegedin Napokat 2005 óta rendezik meg kétévente Korčulában.
- A Korčulai Városi Múzeumban 2006-ban létrehozott Petar Šegedin emlékgyűjtemény.
- Petar Šegedin Gimnázium Korčulában.

## Fordítás
Ez a szócikk részben vagy egészben  a   Petar Šegedin című horvát Wikipédia-szócikk ezen változatának fordításán alapul.  Az eredeti cikk szerkesztőit annak laptörténete sorolja fel. Ez a jelzés csupán a megfogalmazás eredetét és a szerzői jogokat jelzi, nem szolgál a cikkben szereplő információk forrásmegjelöléseként.